# Alexander Schilling
Alexander Schilling (* 1969 in Mannheim) ist ein deutscher Theaterregisseur.

## Biographie
Bereits während seines Studiums (Politik, Philosophie und öffentl. Recht) in Mannheim und Baltimore sammelte er Theatererfahrungen an der Universität und in freien Gruppen. Ab 1998 entstanden am Theaterhaus Theaterhaus G7 in Mannheim erste Inszenierungen. Von 2000 bis 2003 war er als Regieassistent und Regisseur am Schauspiel des Staatstheater Nürnberg engagiert. Seit 2003 arbeitet Alexander Schilling als freier Regisseur unter anderem in Nürnberg, Stuttgart, Leipzig, Wuppertal, Ingolstadt, Kassel, Innsbruck, Bremerhaven, Detmold und Bruchsal. Von 2006 bis 2009 gehörte er  zum Leitungsteam des LOFFT.Leipzig, in der Spielzeit 2009/10 verantwortete er als Mitglied des künstlerischen Leitungsteams das Format Kleines Haus Extra am Theater Ingolstadt. Ab 2021 übernimmt Alexander Schilling neben seiner Regietätigkeit auch die Organisationsleitung der Heidelberger Schlossfestspiele.

## Inszenierungen (Auswahl)
- Weisman und Rotgesicht von George Tabori, TIG7 Mannheim 1998
- Gott ist ein DJ von Falk Richter, TIG7 Mannheim 1999
- Fette Männer im Rock von Nicky Silver, TIG7 Mannheim 2000
- genesis – sequence.one, Reaktorhalle München 2001
- Erreger  von Albert Ostermaier, Staatstheater Nürnberg 2002
- Stabat Mater (DSE) von Antonio Tarantino, Staatstheater Nürnberg 2002
- Ende vom Anfang  von Sean O’Casey,  Nordharzer Städtebundtheater 2002
- Port Authority von Conor McPherson, Staatstheater Nürnberg 2004
- Sandkasten (DSE) von Michal Walczak, TIG7 Mannheim 2005
- Die Tour (UA) von Rainer Lewandoski, Staatstheater Nürnberg 2005
- Der Nachtbus (DSE) von Michal Walczak, LOFFT Leipzig 2006
- Der kleine Prinz nach Antoine de Saint-Exupéry, Badische Landesbühne Bruchsal 2006
- Der Frankenhasser (UA) von Helmut Haberkamm, Staatstheater Nürnberg 2006
- Sechs Tanzstunden in sechs Wochen von Richard Alfieri, E.T.A.-Hoffmann-Theater Bamberg 2006
- Mutterland (DSE) von Maria Wojtyszko, LOFFT Leipzig 2007
- Zwei Monster von Gertrud Pigor, Badische Landesbühne Bruchsal 2007
- Luft zum Leben von Ben Elton, Altes Schauspielhaus Stuttgart 2007
- Electronic City von Falk Richter, Badische Landesbühne Bruchsal 2008
- Die Furiosen Drei (UA) von Angela Khuon-Siefert, Staatstheater Kassel 2008
- Iphigenie auf Tauris von Johann Wolfgang von Goethe, Wuppertaler Bühnen 2008
- Schiedsrichter Fertig von Thomas Brussig, Staatstheater Nürnberg 2008
- Amoklauf mein Kinderspiel von Thomas Freyer, Staatstheater Kassel 2009
- Die Verwirrungen des Zöglings Törleß nach Robert Musil, Städtische Bühnen Münster 2009
- Der goldene Drache (DEA) von Roland Schimmelpfennig, Theater Ingolstadt 2010
- King A – eine Ode an jedes Ritterherz von Inez Derksen, Staatstheater Kassel 2010
- Winterreise von Elfriede Jelinek, Städtische Bühnen Münster 2011
- Die Jüdin von Toledo (UA) von Kristo Šagor nach dem Roman von Lion Feuchtwanger, Landesbühne Niedersachsen Nord, Wilhelmshaven 2012
- Jenseits von Eden nach John Steinbeck, Eurostudio Landgraf 2012
- Drei Mal Leben von Yasmina Reza, Volkstheater Rostock 2012
- Das war ich nicht (ÖEA) nach Kristof Magnusson (Fassung: Ronny Jakubaschk), Tiroler Landestheater Innsbruck 2013
- Leben des Galilei von Bertolt Brecht, Pfalztheater Kaiserslautern 2013
- Der Richter und sein Henker (ÖEA) nach Friedrich Dürrenmatt, Tiroler Landestheater Innsbruck 2014
- Frühlings Erwachen von Frank Wedekind, Pfalztheater Kaiserslautern 2015
- Einer flog übers Kuckucksnest von Dale Wasserman nach dem Roman von Ken Kesey, Tiroler Landestheater Innsbruck 2016
- Dance me to the end of Love – Auf der Reise mit Leonard Cohen (UA), Stadttheater Bremerhaven 2017
- Tod eines Handlungsreisenden von Arthur Miller, Stadttheater Bremerhaven 2018
- Andorra von Max Frisch, Landestheater Detmold 2019
- Fräulein Julie von August Strindberg, Landestheater Detmold 2019
- Mercedes von Thomas Brasch, Badische Landesbühne Bruchsal 2020
- Ein großer Aufbruch von Magnus Wattrodt, Landestheater Detmold 2021
- Die Empörten von Theresia Walser, Badische Landesbühne Bruchsal 2021

## Festivals und Preise
- Stuttgarter Theaterpreis 2005 – Publikumspreis und Preis für die beste Inszenierung für Sandkasten
- Bayerische Theatertage 2006 – Einladung für Die Tour
- Heidelberger Theaterpreis 2007 – Jurypreis für Der Nachtbus
- Hessische Theatertage 2009 – Einladung für Die furiosen Drei
- WESTWIND, Kinder- und Jugendtheatertreffen Nordrhein-Westfalen 2010, Einladung für Die Verwirrungen des Zöglings Törleß